# فرانسيس أوزوهو
فرانسيس أوزوهو (بالإنجليزية: Francis Uzoho)‏ (28 أكتوبر 1998 نيجيريا - ) هو لاعب كرة قدم نيجيري، يلعب كحارس مرمى، شارك في كأس العالم 2018.

## روابط خارجية
- فرانسيس أوزوهو على موقع الاتحاد الدولي (مؤرشف)  (الإنجليزية)
- فرانسيس أوزوهو على موقع الاتحاد الأوربي (الإنجليزية)
- فرانسيس أوزوهو على موقع قاعدة بيانات كرة القدم.إي يو (الإنجليزية)
- فرانسيس أوزوهو على موقع ناشيونال فوتبول تيمز (الإنجليزية)
- فرانسيس أوزوهو على موقع Soccerbase.com (لاعب) (الإنجليزية)
- فرانسيس أوزوهو على موقع Soccerway.com (الإنجليزية)
- فرانسيس أوزوهو على موقع عالم كرة القدم.نت (الإنجليزية)